# Prideaux John Selby
Prideaux John Selby (23 luglio 1788 – 27 marzo 1867) è stato un ornitologo, botanico, artista e proprietario terriero inglese.

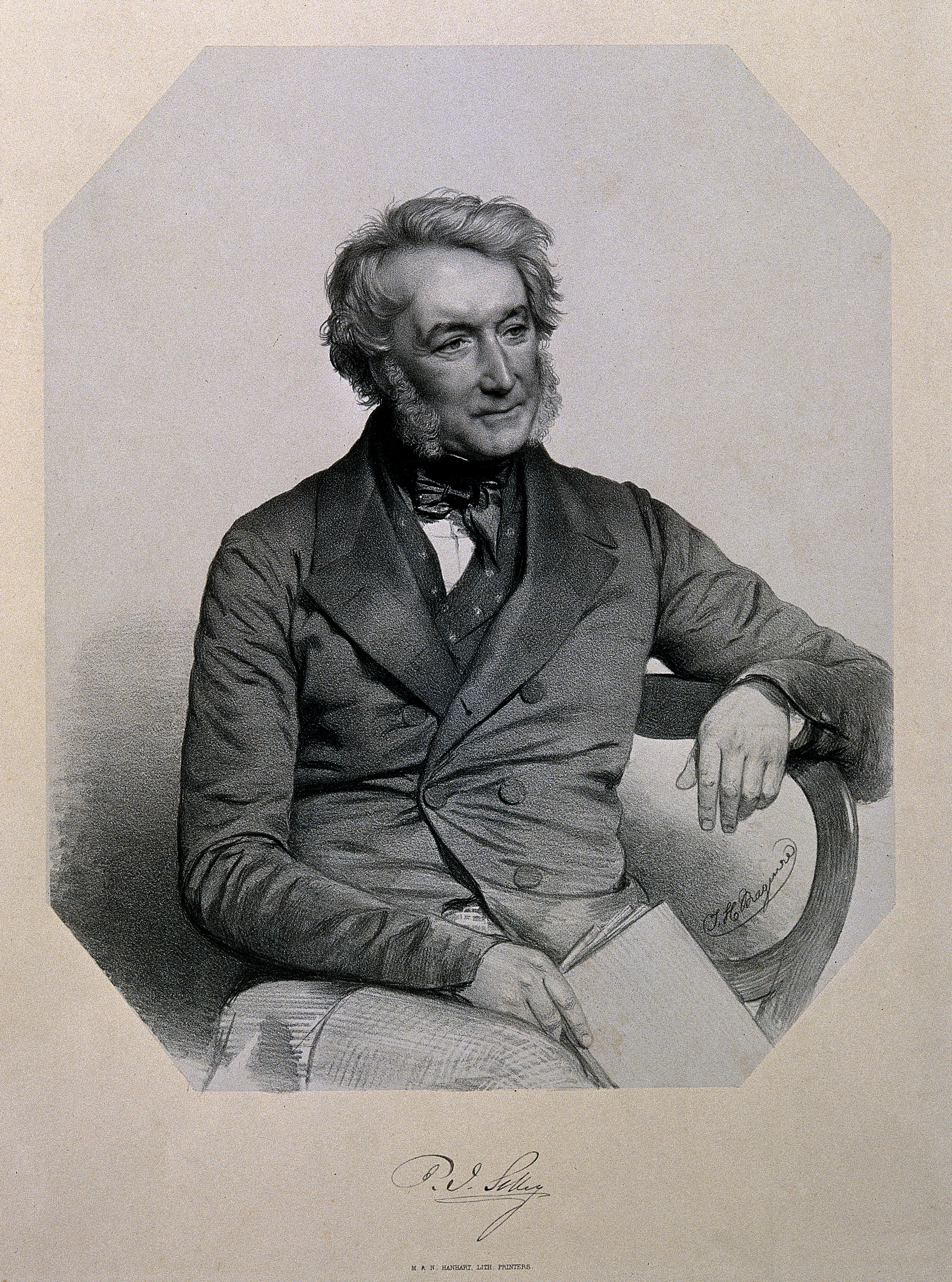
John Selby

Selby è conosciuto soprattutto per le sue Illustrations of British Ornithology (1821 - 1834), la prima raccolta di illustrazioni a grandezza naturale degli uccelli britannici. Scrisse inoltre Illustrations of Ornithology con William Jardine e A History of British Forest-trees (1842).
Molte delle illustrazioni nelle sue opere furono realizzate sulla base di esemplari della sua collezione. Oltre ad aver scritto le opere nominate sopra, contribuì alla Naturalist's Library di Jardine, scrivendo i volumi sui piccioni (1835) e sui pappagalli (1836), dei quali quest'ultimo venne illustrato da Edward Lear. Fu per un certo periodo di tempo uno degli editori del Magazine of Zoology and Botany. Le sue collezioni furono vendute nel 1885 e andarono disperse. Gli uccelli sudafricani raccolti da Andrew Smith finirono al Museo Zoologico dell'università di Cambridge.
Selby nacque a Alnwick, nel Northumberland, ed era figlio di Beal e di una Twizell House, membri della famiglia Selby del ramo del Northumberland, e studiò all'University College di Oxford. Alla morte di Beal, nel 1804, ereditò vasti possedimenti terrieri, che, nel 1840 circa, vennero valutati 14.000 sterline. Nel 1850 vendette i 1450 acri dell'eredità di Beal per 47.000 sterline.
Sposò Lewis Tabitha Mitford, da cui ebbe tre figlie. Morì a Twizell House e venne sepolto nel sagrato di Bamburgh.
Alle specie da lui descritte viene applicata l'abbreviazione standard dell'autore P.Selby.